# Hein Salomonson
Hendrik Willem "Hein" Salomonson (Amsterdam, 10 september 1910 – Amsterdam, 5 mei 1994) was een Nederlands architect en ontwerper.

## Loopbaan
Hij behoorde tot de tweede generatie architecten van de stijl het Nieuwe Bouwen. Hij volgde zijn opleiding eerst in Den Haag, vervolgens vertrok hij naar Wenen om bij Josef Hoffmann en Oswald Haerdtl te leren. Tijdens zijn opleiding werd hij gegrepen door de experimentele moderne architectuur van De Stijl en het Nieuwe bouwen.
In 1980 werd in het Stedelijk Museum Amsterdam een tentoonstelling door Salomonson over zijn oeuvre ingericht. In 1992 ontving hij als kroon op zijn werk de oeuvreprijs van het Fonds voor Beeldende kunsten, Vormgeving en Bouwkunst.

## Levensloop
- 1926-1929 opleiding aan de Technische school academie in Den Haag.
- 1929 vertrek naar Wenen, volgde het leeratelier van architect Joseph Hoffmann.
- 1933 werkzaam bij architectenbureau Le Corbusier.
- 1936 eerste bouwopdracht: waterlandschap met vakantiehuisjes voor de Hiswa-watersportbeurs.
- 1938 ontwerp eerste woonhuis in Blaricum. Werd opgenomen in de architectenkring 'de 8' en 'Opbouw'.
- 1941-1942 leraar aan de middelbare joodse kunst- nijverheidsschool W.A. van Leer. Daarna dook hij onder met behulp van vrienden.
- 1946 eigen bureau met ontwerpers Theo Tempelman en Rik Egberts. Met Tempelman ontwierp hij veel meubelen.
- 1974 architecten associatie Hein Salomonson
- 1957 ontwerp van (betaalbare, moderne) meubelen bij kantoormeubelfabrikant A. Polak in Amsterdam.
- 1967 ontwierp in opdracht van Orlow de Turmac Tobacco Company in Buitenveldert. Collega-architect Herman Hertzberger noemde het een gebouw dat 'klinkt als een goede viool'.
- 1935 - 1977 veertig woonhuizen ontworpen. Een van de bekendste is het woonhuis (1961) aan de Apollolaan in Amsterdam voor sigarettenfabrikant Orlow.
- 1987 de Stichting Wonen verzorgde een tentoonstelling over zijn werk.
- 1985 De Beroepsvereniging van Nederlandse Interieurarchitecten (BNI) benoemen Salomonson tot erelid.

- Biografisch Portaal: 37866107
- Gemeinsame Normdatei: 123365120
- International Standard Name Identifier: 0000 0000 7263 1523
- Library of Congress Control Number: no2009175978
- Nederlandse Thesaurus van Auteursnamen: 069032114
- RKD-Nederlands Instituut voor Kunstgeschiedenis: 94385
- Système universitaire de documentation: 103555455
- Union List of Artist Names: 500009271
- Virtual International Authority File: 55053440
- WorldCat: E39PBJfCDbcPGF84MtjT88D6rq